# Plaine de Villefagnan
La plaine de Villefagnan est un site Natura 2000 « directive oiseaux » situé en Charente. Cette plaine abrite de nombreux oiseaux dont 17 espèces reconnues d'intérêt communautaire et c'est en particulier une des deux principales zones de survivance de l'outarde canepetière en Charente une des huit zones en Poitou-Charentes.

## Localisation
La plaine de Villefagnan est située sur 13 communes des cantons d'Aigre et de Villefagnan, au nord de la Charente.
Ce sont la totalité du territoire des communes de Bessé et d'Empuré, et une partie du territoire des communes de Brettes, Charmé, Courcôme, Ébréon, La Magdeleine, Ligné, Paizay-Naudouin-Embourie, Raix, Souvigné, Tusson, et Villefagnan
,.

## Géographie

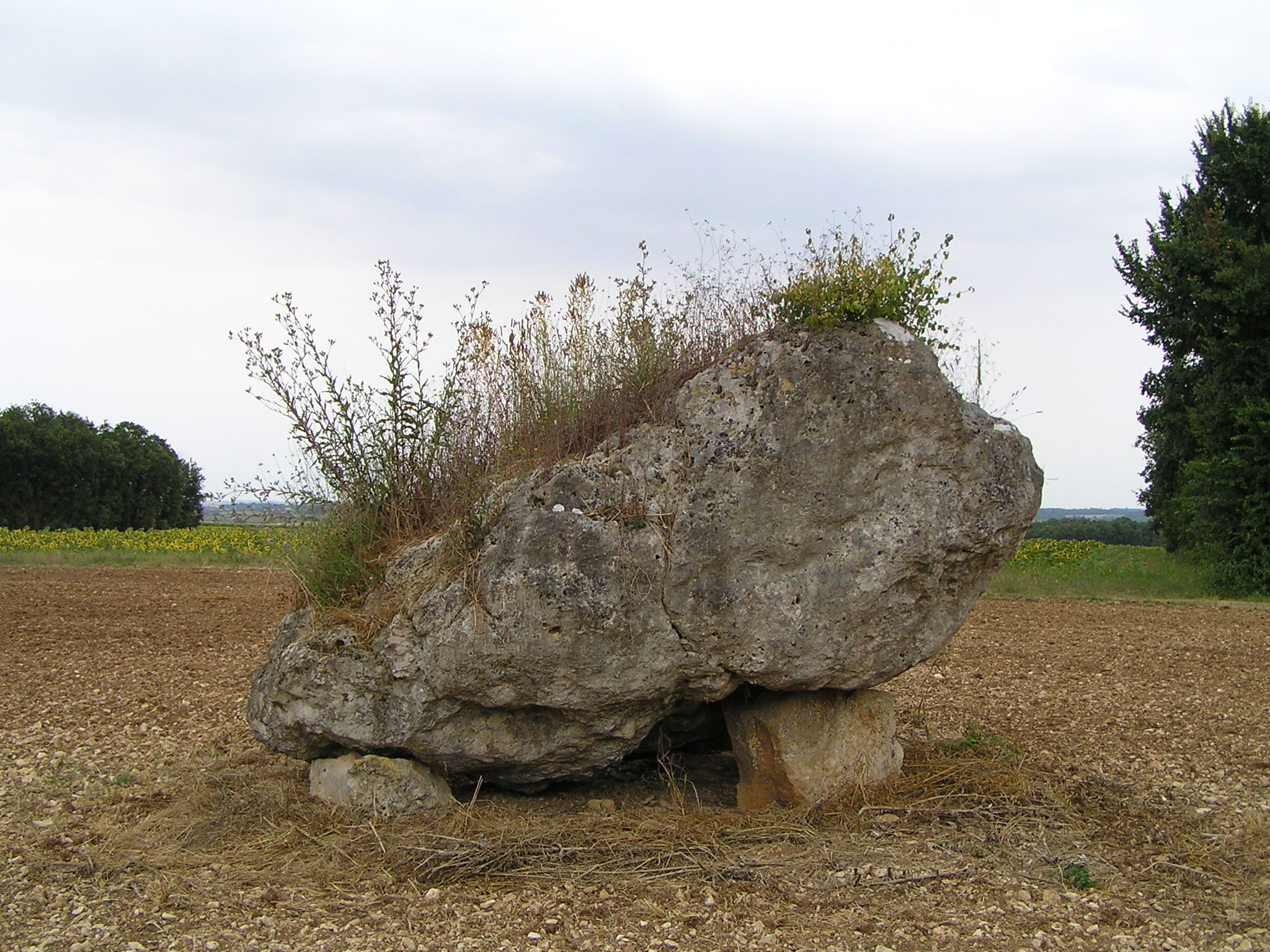
La plaine à Bessé et dolmen.

Le site présente une forme ovale irrégulière d'environ 10 km dans sa plus grande dimension est-ouest et 15 km en nord-sud pour une superficie est de 9 531 ha.
Cette plaine présente un léger vallonnement avec une altitude maximale de 158 mètres et minimale de 80 mètres,.

## Historique du site
Le site Natura 2000 plaine de Villefagnan fait partie de la liste nationale française des sites soumis à la formation du réseau Natura 2000 et a été intégré au réseau Natura 2000 sous le numéro FR5412021. Il a été classé zone de protection spéciale (ZPS) en octobre 2004.
Dans le cadre de la mise en œuvre de la directive européenne no 79/409/cee du 2 avril 1979 dite directive «oiseaux» il est projeté l'élaboration du document d'objectif (DOCOB) du site Natura 2000 : FR5412021  «la plaine de Villefagnan ».

## Habitats
Le site est une plaine agricole dont 75 % de la surface est en culture sous forme de grandes parcelles consacrées aux céréales, un peu aux oléagineux et à la luzerne en rotation avec des jachères. Les parcelles sont parfois encore entourées des haies arborées traditionnelles.
Les prairies couvrent 5 % de la surface et les plantations d'arbres fruitiers, de vigne et d'autres arbres 5 %.
Les zones urbanisées et les routes ne représentent que 6 % de la surface, les zones de broussailles 2 % et les forêts surtout de chênes pubescents (Quercus pubescens) 7 %.

## Espèces d'intérêt communautaire

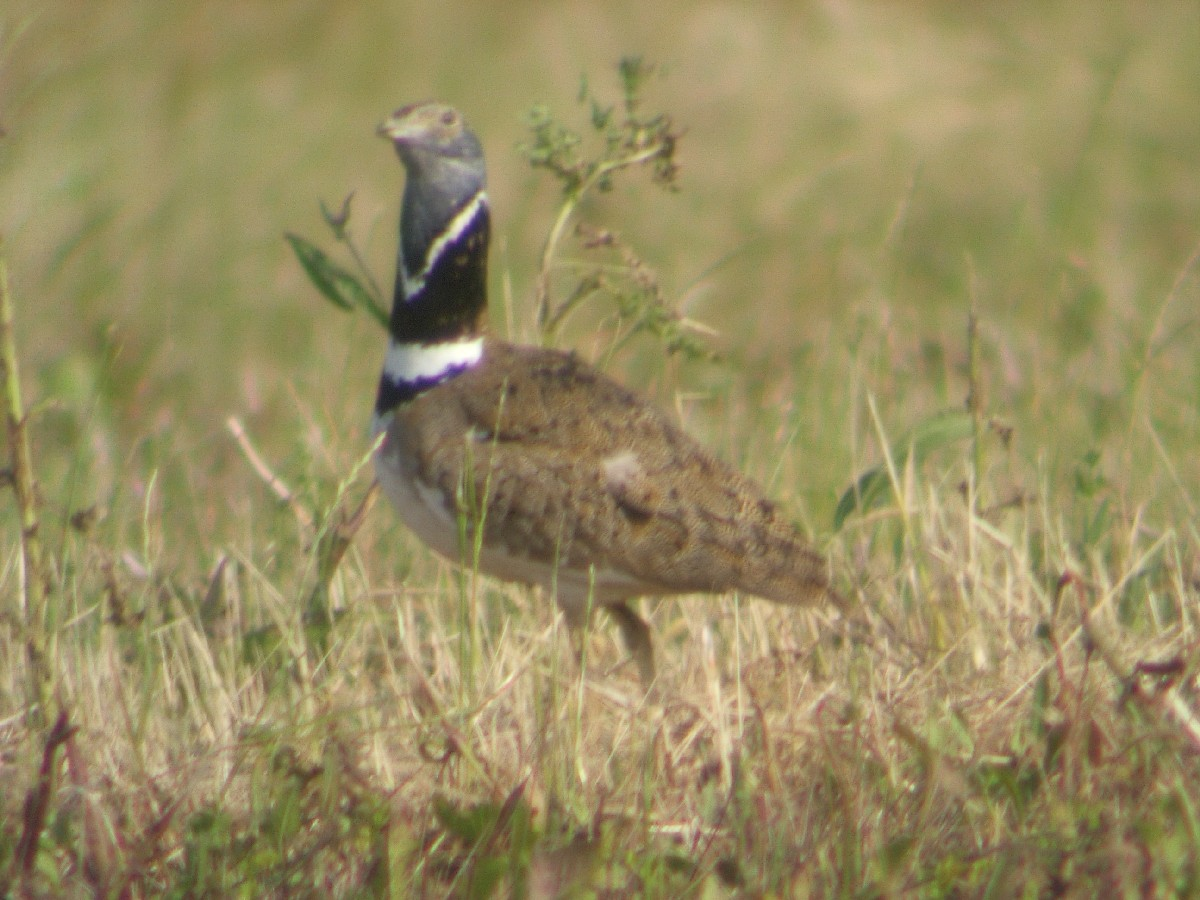
Outarde canepetière.

Les espèces d'intérêt communautaire, inscrites sur la liste I « espèces faisant l'objet de mesures de conservation spéciale concernant leur habitat, afin d'assurer leur survie et leur reproduction dans leur aire de distribution »sont au nombre de 17 :
Une est résidente, le Busard Saint-Martin (Circus cyaneus).
La plaine de Villefagnan est zone de reproduction pour 11 espèces de cette liste et en particulier pour l'outarde canepetière.
En 2006, ce sont 16 mâles d'outardes canepetières qui ont été recensés dans la plaine de Villefagnan.
En 2007 ce sont 18 à 20 mâles chanteurs qui ont été repérés et 10 nids ont été trouvés contenant une famille et 33 œufs dont 11 ont été protégés in-situ.
Deux colonies ont été répertoriées la plus importante vers Villefagnan et Brettes, l'autre vers Tusson. Le rassemblement automnal entre Brettes et Payzay-Audoin comporte 90 à 110 outardes.
La plaine de Villefagnan est aussi zone de reproduction pour des rapaces diurnes, la Bondrée apivore (Pernis apivorus), le Busard cendré (Circus pygargus), le Faucon émerillon (Falco columbarius) et le Milan noir (Milvus migrans).

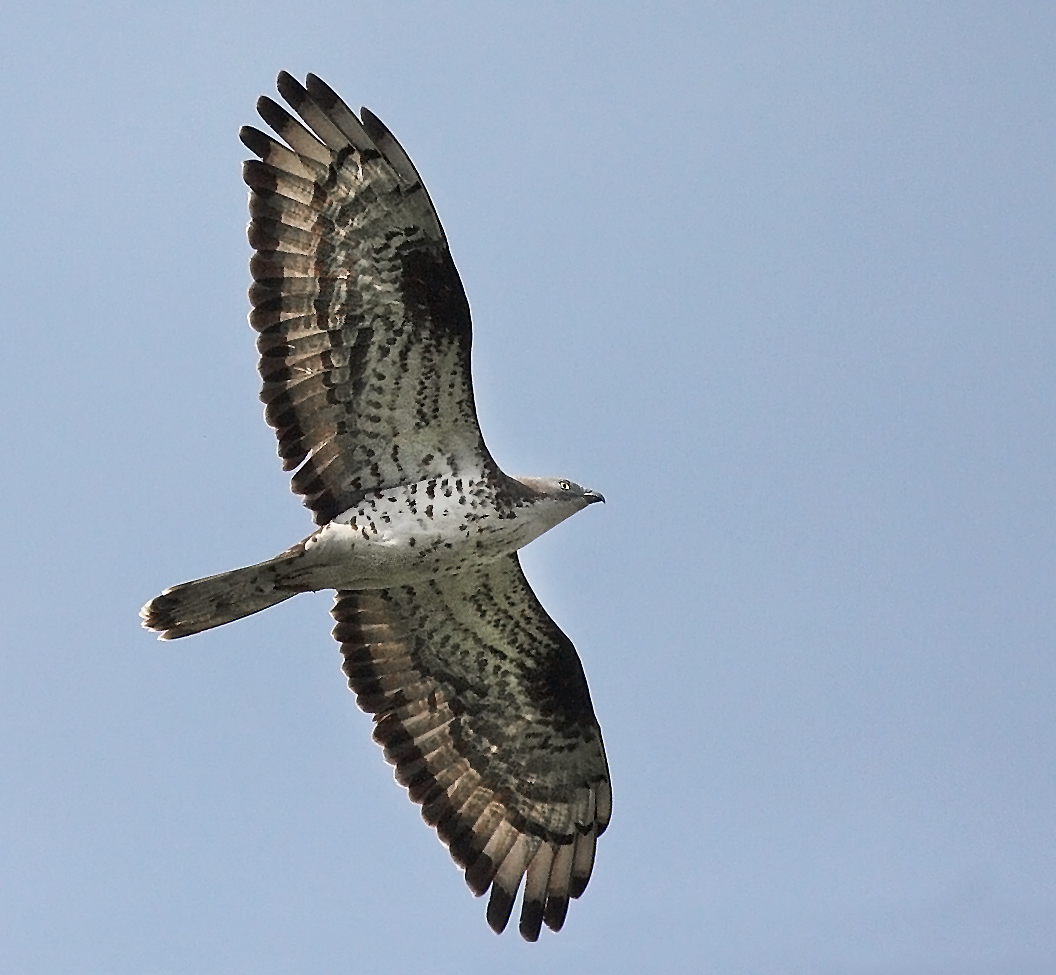
Bondrée apivore.
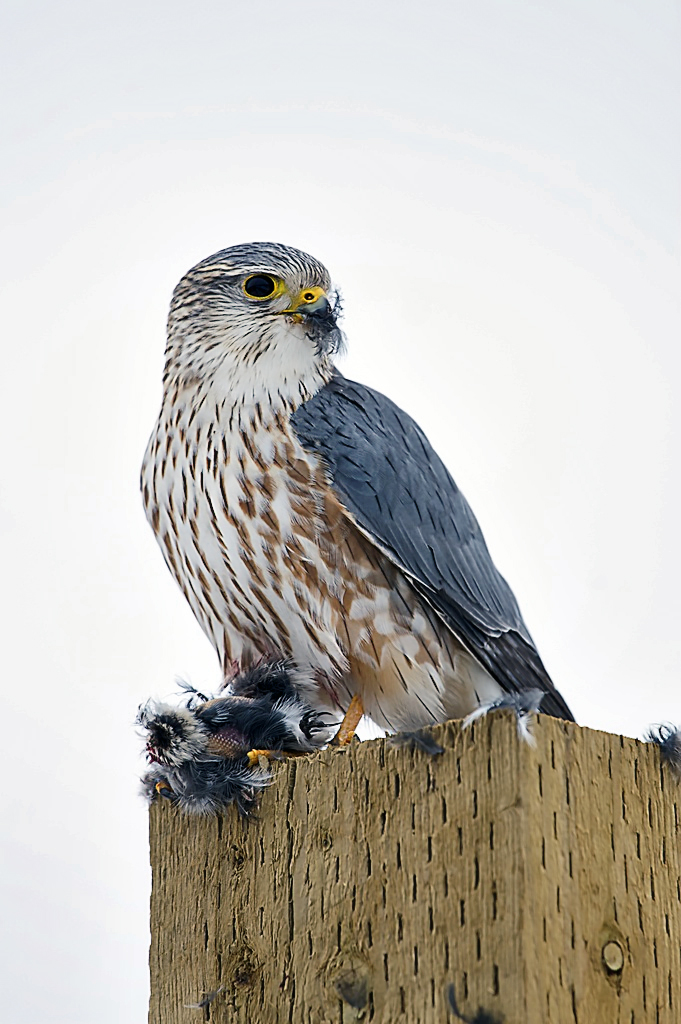
Faucon émerillon.
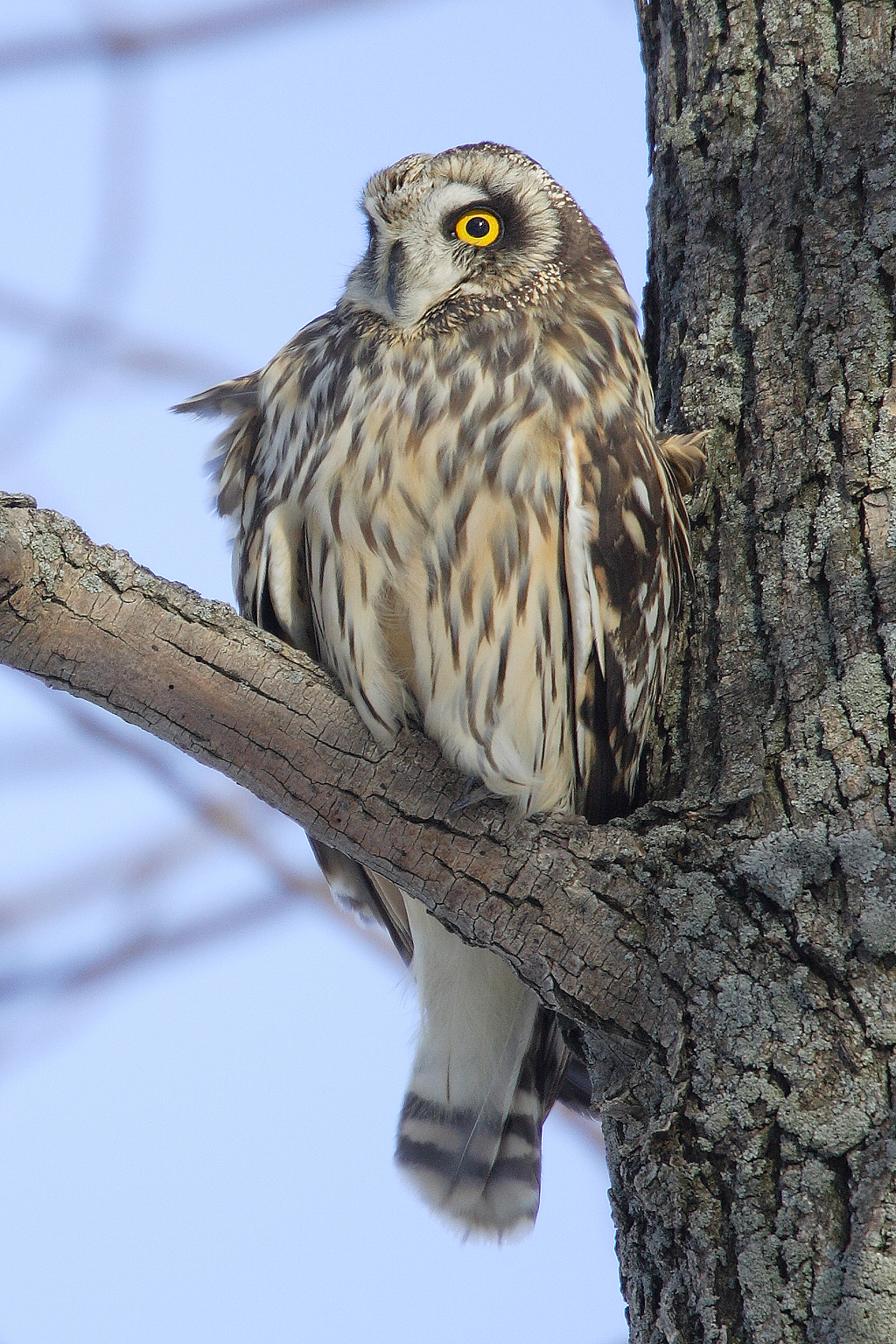
Hibou des marais.

Un autre rapace nocturne le hibou des marais (Asio flammeus) s'y reproduit et il y hiverne aussi.
Trois passereau, le Bruant ortolan (Emberiza hortulana), le Pipit rousseline (Anthus campestris) et la Pie-grièche écorcheur (Lanius collurio), un engoulevent l'Engoulevent d'Europe (Caprimulgus europaeus) et un limicole, l'Œdicnème criard (Burhinus oedicnemus) complètent la liste des espèces communautaires qui se reproduisent sur la plaine de Villefagnan.	
La plaine de Villefagnan est une étape migratoire pour deux échassiers, la cigogne blanche (Ciconia ciconia) et la grue cendrée (Grus grus), un limicole le pluvier doré (Pluvialis apricaria) et deux rapaces diurnes le busard des roseaux (Circus aeruginosus) et le milan royal (Milvus milvus).

## Espèces remarquables bien que n'étant pas d'intérêt communautaire
Des rapaces diurnes, l'épervier d'Europe (Accipiter nisus) et la buse variable (Buteo buteo) y sont résidents tout comme la chouette chevêche (Athene noctua), rapace semi-nocturne, alors que d'autres rapaces, le Faucon hobereau (Falco subbuteo) et le Petit-duc scops (Otus scops)  un rapace semi-nocturne, s'y reproduisent seulement, tout comme un échassier, le héron cendré (Ardea cinerea).
Deux passereaux, l'alouette des champs (Alauda arvensis) et le cochevis huppé (Galerida cristata), la tourterelle des bois (Streptopelia turtur), et la huppe fasciée (Upupa epops) sont résidents.
Pour la bécasse des bois (Scolopax rusticola), le courlis cendré (Numenius arquata) la plaine de Villefagnan est une zone de reproduction. Elle est étape migratoire pour d'autres populations de bécasse des bois ainsi que pour le un passereau le traquet motteux (Oenanthe oenanthe).
Deux espèces de moineaux sont nicheurs le moineau friquet (Passer montanus) et le rare moineau soulcie (Petronia petronia).
Le vanneau huppé (Vanellus vanellus) par milliers s'y arrête en étape migratoire (jusqu'à 10 000) et en hivernage (1000 à 4000).

## Conservation du site
Une opération locale agro-environnementale a débuté en 1994.
De conseils ont été donnés aux agriculteurs, en particulier d'adapter leur passage de fauche pour éviter le piégeage des animaux (privilégier un passage du centre vers l'extérieur).
Un contrat territorial d'exploitation (CTE-type) protection de l'outarde canepetière et un contrat agriculture durable existent et des contrats Natura 2000 ont été signés.